# Forssa museum
Forssa museum är ett museum i Forssa i Egentliga Tavastland i Finland
Museet grundades 1924 som ett lokalhistoriskt museum och var verksamt på olika adresser till andra världskrigets början. År 1945 öppnade det igen i nya lokaler och 1980 flyttade man in i företaget Finlayson före detta bomullslager på fabriksområdet.
Museet skildrar Forssas utveckling från bondby på 1800-talet till en modern industristad och hur det enkla spinneriet växte till en textilfabrik kännetecknad av 
färggranna tyger.
Axel Wilhelm Wahren anlade ett bomullsspinneri vid Forssa 1847 och utökade den med ett färgeri och ett väveri. År 1861 anlade han Finlands första textiltryckeri med mönster och tryckvalsar som importerats från olika europeiska länder. På 1930-talet började man att skapa sina egna mönster och från 1934 trycktes alla Finlayssons tyger i Forssa. Under fabrikens storhetstid mellan 1950 och 1990 tryckte man hundratusentals olika mönster. När fabriken successivt lades ned skänktes dess arkiv med mönsterteckningar och tryckprover till museet.
Forssa museum utsågs till Årets museum i Finland år 2014.